# Ostwald-metoden
Ostwald-metoden eller Ostwaldprocessen är en kemisk process för framställning av salpetersyra (HNO3). Kemisten Wilhelm Ostwald utvecklade processen och patenterade den år 1902. Ostwaldprocessen är mycket viktig för modern kemisk industri och processen ger en huvudråvara för vidare produktion av de vanligaste slaget av konstgödsel.  Ostwaldprocessen är nära förbunden med Haber–Bosch-processen för produktion av ammoniak (NH3) som råvara för vidare produktion av salpetersyra.

## Processbeskrivning
Ammoniak omvandlas till salpetersyra i två steg. Först oxideras ammoniak med syrgas genom uppvärmning i närvaro av en katalysator såsom platina med 10 % rodium med bildning av kväveoxid och vatten.  Detta reaktionssteg är kraftigt exotermt och bidrar som värmekälla så snart reaktionen initierats:
4 NH3 (g) + 5 O2 (g) → 4 NO (g) + 6 H2O (g)  (ΔH = −905.2 kJ/mol)
Steg två omfattar två reaktionssteg och genomförs i en absorptionsapparatur innehållande vatten. Först oxideras kväveoxiden till kvävedioxid i gasform. Kvävedioxiden absorberas därefter i vatten varvid salpetersyra i utspädd form bildas. Samtidigt reduceras en del av kvävedioxiden tillbaka till kväveoxid:
2 NO (g) + O2 (g) → 2 NO2 (g)  (ΔH = -114 kJ/mol)
3 NO2 (g) + H2O (l) → 2 HNO3 (aq) + NO (g)  (ΔH = −117 kJ/mol)
Kväveoxiden återcirkuleras och salpetersyrans koncentration höjs genom destillation.
Alternativt utförs det sista steget genom oxidation med hjälp av syrgasen i luft:
4 NO2 (g) + O2 (g) + 2 H2O (l) → 4 HNO3 (aq)
Normala betingelser för det första reaktionssteget är:
- tryck mellan 410 och 1000 kPa
- temperatur omkring 500 K

vilka resulterar i ett totalt utbyte runt 98%.
En komplikation, som måste beaktas, är en sidoreaktion i det första steget som omvandlar kväveoxid tillbaka till kvävgas:
4 NH3 + 6 NO → 5 N2 + 6 H2O
Denna sekundära reaktion minimeras genom att reducera den tid som gasblandningen står i kontakt med katalysatorn.
En annan komplikation är att reaktionsförhållandena är aggressiva nog att långsamt angripa katalysatorn vilket medför att syran behöver renas för återvinning av de värdefulla platinametallerna.